# Сражение при Валансьене (1793)
Сражение при Валансьене (фр. Valenciennes) или сражение 1 мая, - одно из сражений весенней кампании 1793 года войны первой коалиции эпохи французских революционных войн, произошедшее 1 мая 1793 года. Французская республиканская армия во главе с дивизионным генералом Огюстом Дампьером атаковала армию союзников герцога Саксен-Кобург-Заальфельдского. Французы намеревались снять блокаду крепости Конде, но потерпели поражение от сил коалиции и вынуждены были отойти.

## Перед сражением
После поражений марта - апреля и отступления из Бельгии французская Северная армия генерала Дампьера 15 апреля заняла лагерь Фамар близ Валансьена. Дампьер расположил на своем правом фланге  между Мобёжем и Филипвилем 10 000 солдат под командованием д'Арвилля, 10 000 были на левом фланге в укрепленном лагере в Касселе под командованием Ла Марльера, и 30 000 солдат основного корпуса - в лагере Фамар. Часть войск основного корпуса заняла укрепленную позицию в Анзене к северо-западу от Валансьена. Кроме того, 5000 человек были расположены в Асноне, Номене и Орши, перекрывая разрыв между Лиллем и Фамаром. Другие войска стояли в гарнизонах Дюнкерка, Лилля, Конде, Валансьена и Ле Кенуа и не принимали участия в полевых операциях.
Дампьер хотел дать отдых своим войскам и дождаться подкреплений, но давление представителей Конвента вынудило его действовать. Они обвинили его в том, что он недостаточно ревностен к революции, и Дампьер пожаловался Луи Лаюру: "Ах, как бы мне хотелось, чтобы у меня отняли руку или ногу, чтобы я мог с честью уйти в отставку".
Союзная армия Кобурга прикрывала блокаду Конде. На его правом фланге, в Фюрне, Ипре и Менене, 6000 голландцев и 3000 имперцев были под командованием принца Оранского. В Турне под командованием герцога Йоркского было 2500 британцев и столько же австро-пруссаков. Кнобельсдорф командовал 8000 пруссаками, удерживавшими города Мод, Лесель и Сент-Аман-лез-О на реке Скарп. Клерфайт, с 12000 человек, находился в Викуане и Реме и прикрывал блокаду Конде с юга. Герцог Вюртембергский с 5 000 человек блокировал эту крепость с севера. 
Главные силы армии Кобурга численностью 15000 человек располагалась к югу от Конде, в Оннене, с отдельным отрядом в Сен-Сольве. Латур с 6000 стоял на востоке, в Баттиньи, наблюдая за Мобежем, и с отдельным отрядом в Баве. 
Армия Кобурга насчитывала около 60 000 солдат. Мало того, что армия Кобурга численно превосходила армию Дампьера, но союзники также обладали большим качественным превосходством над французами. В конце апреля британская кавалерия и ганноверцы еще не присоединились к армии Кобурга, но они приближались. Союзные позиции были хорошо укреплены. Однако в позициях Кобурга были недостатки: река Шельда разделяла армию коалиции пополам, оборона союзников была слишком растянута, у каждого корпуса были свои линии снабжения.
Австрийский генерал князь Гогенлоэ-Кирхберг с 30-тысячной имперской армией прикрывал Намюр, Люксембург и Трир, но эти последние войска не принимали непосредственного участия в кампании. 
Однако герцог Кобургский, несмотря на выгодное положение своей армии, действовал крайне нерешительно и без единого плана. До начала мая все его распоряжения клонились только к тому, чтобы приступить к осаде крепости Конде, взятие которой он считал необходимым для вторжения во Францию.

## Ход сражения
Слабые действия союзной армии ободрили Дампьера и внушили ему мысль перейти к наступательным действиям с целью освободить крепость Конде. Само положение войск союзников указывало на план операций, который давал бы большие шансы на успех. Речь шла о том, чтобы внезапно нанести удар основным французским корпусом по одному из слабых мест австрийских флангов. Республиканская армия единой массой могла бы подавить своей численностью разрозненные силы противника, но вместо столь естественного замысла была решено одновременное наступление на всю линию союзников. 
1 мая французы начали наступление на всю линию союзников от Сен-Сольве до Сент-Аман-лез-О. Генералы Кильмен и Ламарш, каждый по отдельности, отвечали за наступление слева и справа от Шельды; Дампьер, оставивший за собой командование центром, должен был руководить всеми движениями.
Чтобы придать наступлению дополнительный импульс, Дампьер использовал некоторые части Ла Марльера слева и часть Арденнской армии справа. 
На восточном берегу Шельды французская дивизия под командованием де Розьера сначала отбросила австрийские аванпосты Отто. Феррарис появился с первой линией имперской армии и остановил наступление. 
Вторая французская колонна под командованием Ламарша выступила из деревень Сотен и Кюржи, но солдаты запаниковали, увидев приближающиеся из Эстрё крупные силы австрийской кавалерии под командованием Коллоредо. Люди Ламарша отступили на возвышенность Презо и, преследуемые кавалерией Коллоредо, снова переправились через ручей Ронель и вернулись в свой лагерь в Фамаре.
Войска из гарнизонов Ла Кенуа, Ландреси и Авена, объединенные под командованием генерала Ла Рока, прибыли к Женлену через полчаса после того, как колонна генерала Ламарша отступила. Они вступили в бой с превосходящим по численности противником и затем отступили в Ла Кенуа.
Воодушевленный успехами слева, Феррарис, присоединив авангард генерала Бенёвски, направился к Куржи и отбросил французов обратно в Валансьен.
Наступление генерала Кильмена на левом берегу Шельды также не имело успеха. После того, как были отброшены аванпосты австрийцев в Викуане и Реме, Клерфайт привел подкрепление и при поддержке пруссаков отбил французские атаки. Кильмен был вынужден вернуться на свои позиции в Анзене.
На левом фланге колонна Ла Марльера - 13 000 пехоты и 400 кавалеристов - выступившая из Лилля и Дуэ, смогла захватить Сент-Аман-лез-О и отбросить 4000 его прусских защитников обратно к Мод. Герцог Йоркский с англичанами возглавил 2 гвардейских пехотных полка, чтобы помочь блокировать атаку Ла Марльера. Не зная, как обстоят дела с другими наступающими колоннами, Ла Марльер отступил.

## Результаты
Французы потеряли 2000 человек и несколько орудий. 
Из-за расстояния и отсутствия связи между этими различными атаками их результаты не оправдались. Однако это дело не было полностью бесполезным для французов в том, что они в течение целого дня с почти равным успехом выдерживали удар врага, гордившегося своим превосходством и своими предыдущими победами. Уверенность, которую это незаконченное наступление вселило во французских солдат, была такова, что она пробудила в них горячее желание отомстить за неудачу.